# Chromeurytoma emersoni
Chromeurytoma emersoni är en stekelart som först beskrevs av Girault 1915.  Chromeurytoma emersoni ingår i släktet Chromeurytoma och familjen puppglanssteklar. Inga underarter finns listade i Catalogue of Life.